# Sylvia de Arruda Botelho Bittencourt
Sylvia de Arruda Botelho Bittencourt (12 de junho de 1896 — 30 de janeiro de 1995) foi uma jornalista brasileira, primeira mulher a receber o Prêmio Maria Moors Cabot de jornalismo em 1941.
Filha de Martinho Botelho e de Alexandra de Markoff, nasceu em Paris, onde seu pai editava a Revista Moderna. Em razão do estado de saúde frágil de sua mãe, foi trazida ao Brasil ainda criança e criada por seus tios Antonio Moreira de Barros e Carlota Arruda Botelho Moreira de Barros. Frequentou o Colégio Des Oiseaux em São Paulo.
Nos anos 1930, construiu no Largo do Boticario no Rio de Janeiro as casas em estilo neo-colonial, utilizando material de demolição da Av. Getulio Vargas. Viveu  nas casas n. 20 e n. 26 do Largo do Boticário.
Foi correspondente de guerra e adida cultural na Embaixada do Brasil em Madri. Viveu também na Suíça, onde lecionou no colégio Institut Le Rosey, em Rolle.
Neta de Antônio Carlos de Arruda Botelho, Conde do Pinhal e fundador de São Carlos - SP, voltou a passar longas temporada nessa cidade a partir dos anos 1970. Em São Carlos, construiu uma pequena e charmosa casa, na Rua 15 de novembro, a que deu o nome de "Topo Gigio".
Correspondente de Guerra
"Majoy",  participou da cobertura jornalística da Força Expedicionária Brasileira (FEB) na Segunda Guerra Mundial. Quando os primeiros correspondentes de jornais brasileiros chegaram à Itália, lá já estava Sylvia de Arruda Botelho Bittencourt, primeira esposa do diretor do Correio da Manhã, Paulo Bittencourt. Ela escrevia para os jornais utilizando o pseudônimo de Majoy e era correspondente de guerra da United Press (UP) na Europa.
O contato dessa jornalista com as tropas brasileiras foi curto, pois sua agência a designou apenas para duas rápidas passagens pela FEB. E esse foi o procedimento adotado pela agência para a cobertura das tropas brasileiras. A UP não fixou um repórter com funções específicas junto a elas, utilizou seus correspondentes que faziam a cobertura do teatro de operações na Itália de forma geral. Por outro lado, vários órgãos de comunicação internacionais designaram jornalistas específicos para acompanharem as tropas brasileiras por períodos mais prolongados. Com efeito, nas instalações designadas para os correspondentes junto à FEB, geralmente no local onde se encontrava o Quartel General Recuado.
A partir de dezembro de 1944 havia em média, continuamente, entre oito e dez correspondentes acompanhando a movimentação dos soldados do Brasil. Os profissionais estrangeiros agrupavam-se todos em um quarto contíguo aos correspondentes brasileiros, os quais também ocupavam um quarto coletivo. Geralmente, a proporção entre eles era equivalente. As razões do significativo número de repórteres estrangeiros trabalhando especificamente junto às tropas brasileiras eram decorrentes da importância diplomática da participação dos soldados do Brasil na guerra. Embora, logicamente, a FEB fosse apenas uma força simbólica em comparação ao efetivo dos demais países aliados atuando nos combates e, além disso, participando de ações em uma zona secundária da guerra no momento, o importante era que se tratava da única força terrestre da América Latina ativa nos combates."

## Morte
A jornalista Sylvia Bittencourt morreu em 30 de janeiro de 1995, no Largo do Boticário, Rio de Janeiro, em sua casa de número 20, no bairro do Cosme Velho, Rio de Janeiro, onde ela e o marido Paulo edificaram nove residências a partir de material de demolição.